# Liste der Michigan State Historic Sites im Schoolcraft County

Lage des Schoolcraft Countys in Michigan

Diese Liste der Michigan State Historic Sites im Schoolcraft County nennt alle als Michigan State Historic Site eingestuften historischen Stätten im Schoolcraft County im US-Bundesstaat Michigan. Die mit † markierten Stätten sind gleichzeitig im National Register of Historic Places eingetragen.
| Name                                                    | Bild | Lage | Ort              | Eintrag seit  |
| ------------------------------------------------------- | ---- | --- | ---------------- | ------------- |
| Bishop Baraga’s First Mission Church Informational Site |      | nördlich von Manistique an der Leduc Road, einige hundert Meter westlich der M-94, am Arrowhead Inn Point | bei Manistique   | 2. Apr. 1957  |
| Blaney Inn                                              |      | M-77 an der County Road                                                                                   | Mueller Township | 23. Juli 1987 |
| Manistique Pumping Station†                             |      | Deer Street (US-2)                                                                                        | Manistique       | 19. März 1980 |
| Seul Choix Pointe Lighthouse†                           |      | County Road 431 bei Seul Choix Pointe                                                                     | bei Gulliver     | 21. Aug. 1987 |
| White Marble Lime Company Kilns                         |      | Duck Inn Road, nördlich der US-2, 7 km östlich von Manistique                                             | bei Manistique   | 13. Nov. 1964 |

## Belege
1. ↑  National Register Information System. In: National Register of Historic Places. National Park Service, abgerufen am 13. März 2009 (englisch).